# Christopher Wray
Christopher Asher Wray (Nova Iorque, 17 de dezembro de 1966) é um advogado americano que serviu como o diretor do Federal Bureau of Investigation (FBI) de 2017 a 2025. Ele foi nomeado pelo presidente Donald Trump para substituir James Comey. Ele foi confirmado pelo Senado dos Estados Unidos em 30 de julho. Wray assumiu o cargo em 2 de agosto de 2017 para cumprir um mandato de 10 anos.
Nascido em Nova Iorque, Wray se formou na Yale University em 1989, e depois frequentou a Yale Law School. Ele entrou para o governo em 1997 como Procurador-Geral Assistente dos Estados Unidos para o Northern District of Georgia. De 2003 a 2005, Wray serviu como Assistente do Procurador-Geral responsável pela Divisão Criminal na administração de George W. Bush. Mais tarde, foi sócio de litígios na firma multinacional de advocacia King & Spalding de 2005 a 2016.
Em 30 de novembro de 2024, o presidente eleito Donald Trump indicou Kash Patel como candidato para substituir Wray. A lei federal especifica que o mandato do diretor do FBI é de dez anos. Wray ocupou o cargo por sete anos do mandato. Em 11 de dezembro, Wray anunciou que renunciaria ao cargo de diretor em janeiro de 2025, coincidindo com o término da administração Biden.

## Vida pessoal e educação
Christopher Asher Wray nasceu em Nova Iorque. Seu pai, Cecil A. Wray Jr., era graduado pela Vanderbilt University e pela Yale Law School, e trabalhou como advogado na Debevoise & Plimpton em Nova Iorque. Seu avô paterno, T. Cecil Wray, foi o gerente da cidade de Brentwood, Tennessee de 1971 a 1973. Seu bisavô paterno, Taylor Malone, também era graduado pela Vanderbilt, e foi cofundador e presidente da Malone & Hyde, "uma das maiores empresas de atacado de alimentos do Sul." Seu avô materno, Samuel E. Gates, "ajudou a moldar as leis que regulam os voos de aeronaves nacionais e internacionais" como funcionário do Bureau of Air Commerce.
Wray frequentou a escola privada Buckley School em Nova Iorque e o internato privado Phillips Academy em Andover, Massachusetts. Após se formar, Wray frequentou a Yale University, onde se formou em filosofia e obteve o grau de Bachelor of Arts com louvor em 1989. Em seguida, frequentou a Yale Law School, onde foi editor executivo do Yale Law Journal e formou-se em 1992 com um Juris Doctor. Após se formar na faculdade de direito, Wray trabalhou como law clerk para o juiz J. Michael Luttig da United States Court of Appeals for the Fourth Circuit.

## Carreira inicial

### Serviço no governo
Wray ingressou no governo em 1997 como Procurador-Geral Assistente dos Estados Unidos para o Northern District of Georgia. Em 2001, ele se transferiu para o Departamento de Justiça como procurador-geral adjunto associado e principal procurador-geral adjunto principal associado.
Em 9 de junho de 2003, o Presidente George W. Bush nomeou Wray para ser o 33º Assistente do Procurador-Geral responsável pela Divisão Criminal do Departamento de Justiça. Wray foi confirmado por unanimidade pelo Senado em 11 de setembro de 2003. Wray foi Assistente do Procurador-Geral de 2003 a 2005, trabalhando sob o Procurador-Geral Adjunto James Comey. Enquanto estava à frente da Divisão Criminal, Wray supervisionou investigações proeminentes sobre fraudes, incluindo o caso da Enron.
No início de 2004, o Departamento de Justiça emitiu uma constatação de que o programa de vigilância doméstica sem mandato da administração Bush sob o Terrorist Surveillance Program (TSP) era inconstitucional. De acordo com os procedimentos da Casa Branca, a aprovação do Departamento de Justiça era necessária para a renovação do programa. Em 2006, foi revelado que os funcionários do DoJ sofreram pressão da Casa Branca para mudar essa decisão, e que o então Diretor do FBI Robert Mueller e Comey haviam preparado suas demissões caso a Casa Branca a anulasse. Em 2013, foi revelado que Wray ameaçou se demitir junto com eles sobre o assunto.
Em março de 2005, Wray anunciou que iria se demitir do cargo.
Em 2005, Wray recebeu o Edmund J. Randolph Award, o mais alto prêmio de serviço público e liderança do Departamento de Justiça.

### Prática jurídica privada
Wray ingressou na King & Spalding em 2005 como sócio de litígios nos escritórios da firma em Washington, D.C., e Atlanta. Ele representou várias empresas da Fortune 100 e presidiu o Grupo de Práticas Especiais e Investigações Governamentais da King & Spalding. Durante seu tempo na King & Spalding, Wray atuou como advogado pessoal do Governador de New Jersey Chris Christie durante o escândalo Bridgegate. A firma de Wray também representa os gigantes de energia russos Gazprom e Rosneft, uma questão que gerou controvérsias durante o processo de confirmação para o cargo de Diretor do FBI.

## Diretor do Federal Bureau of Investigation (2017–2025)

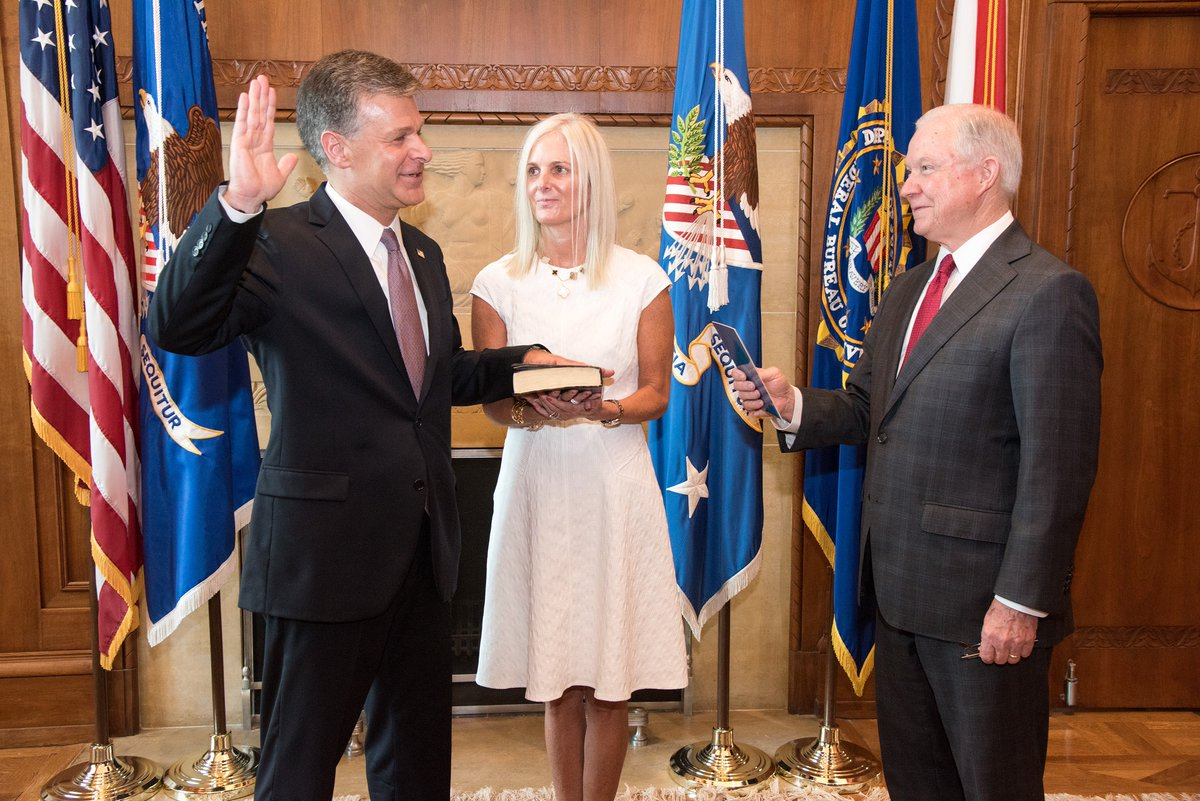
Wray sendo empossado como Diretor do FBI pelo Procurador-Geral Jeff Sessions.

### Nomeação
Após a demissão do Diretor do FBI James Comey em 9 de maio de 2017, o Governador de New Jersey Chris Christie apresentou ao Presidente Donald Trump a possibilidade de contratar Wray para substituir Comey. Segundo o então Secretário de Imprensa Sean Spicer, Trump entrevistou Wray para o cargo vago de Diretor do FBI em 30 de maio. Oito dias depois, Trump anunciou sua intenção de nomear Wray para o cargo de Diretor do FBI.
A audiência de confirmação de Wray no Senado começou em 12 de julho de 2017. Entre outros depoimentos, quando questionado se acreditava que a investigação sobre a interferência russa nas eleições de 2016 e possíveis ligações com a campanha de Trump era uma "caça às bruxas", ele afirmou que não. Em 20 de julho, o Comissão do Senado dos Estados Unidos sobre o Judiciário recomendou por unanimidade a confirmação de Wray como o próximo Diretor do FBI. Wray foi oficialmente confirmado pelo Senado com apoio bipartidário em 1º de agosto de 2017; a votação foi 92–5.
Wray foi empossado pelo Procurador-Geral Jeff Sessions em uma cerimônia privada em 2 de agosto de 2017. Wray foi formalmente empossado em 28 de setembro de 2017, em uma cerimônia que não contou com a presença do Presidente Trump, marcando a primeira vez que um diretor do FBI foi empossado sem a presença do presidente que o nomeou.

### Mandato
Em janeiro de 2020, o senador Chris Murphy escreveu para Wray, pedindo que o FBI "investigasse as alegações" de que a Arábia Saudita havia "comprometido ilegalmente e roubado dados pessoais" de Jeff Bezos, o proprietário do The Washington Post, como parte de um possível esforço para "influenciar, se não silenciar, a cobertura do Washington Post sobre a Arábia Saudita".
Em 4 de junho de 2020, Wray afirmou que "anarquistas" como o antifa estavam "explorando" os George Floyd protests para "seguir agendas violentas e extremistas". Wray posteriormente esclareceu que antifa é uma ideologia e não uma organização específica, o que gerou um confronto com Trump.
Em abril de 2020, Trump considerou destituir Wray e substituí-lo por William Evanina, mas quando o Procurador-Geral William Barr ameaçou renunciar, Trump recuou. Em maio de 2020, Wray ordenou uma revisão interna sobre possíveis irregularidades na investigação do FBI sobre o ex-conselheiro de segurança nacional de Trump Michael Flynn. Em 28 de outubro, a Associação de Agentes do FBI divulgou uma carta endereçada a Trump e Joe Biden pedindo que Wray permanecesse como Diretor do FBI por todo o mandato de 10 anos. Em 2 de dezembro, um membro da equipe de transição do então presidente eleito Biden anunciou que, se Wray não fosse demitido ou removido do cargo por Trump, ele permaneceria como Diretor do FBI. Em 2 de março de 2021, Wray testemunhou em audiências no Senado sobre o extremismo que levou à 2021 storming of the United States Capitol e condenou o ataque ao Capitólio dos EUA, argumentando que foi um caso de domestic terrorism.
Em julho de 2023, Wray foi questionado por republicanos da Câmara sobre alegações de viés político e violações de liberdades civis. Os republicanos criticaram a interferência do FBI na investigação de Hunter Biden e abusos de poder mais amplos. No entanto, ele defendeu as ações do FBI para prender criminosos violentos e apreender drogas.

#### Interferência russa nas eleições
Em 9 de dezembro de 2019, Wray foi entrevistado pela ABC News após a divulgação do relatório do inspetor-geral do DoJ sobre as origens da Russia investigation. Na entrevista, quando perguntado sobre as caracterizações do FBI e seus agentes como "estado profundo", Wray respondeu: "Acho que esse tipo de rótulo é um deserviço aos homens e mulheres que trabalham no FBI, que acredito encaram seus trabalhos com profissionalismo, rigor, objetividade e coragem. Portanto, esse não é um termo que eu usaria para descrever nossa força de trabalho e acho que é um afronta a eles." Ele afirmou não acreditar que a campanha de Trump tenha sido alvo injustamente da investigação do FBI. Também negou que Ucrânia interferiu nas eleições presidenciais de 2016, afirmando: "Não temos informações que indiquem que a Ucrânia interferiu na eleição presidencial de 2016" e "quanto à eleição [de 2020] em si, achamos que a Rússia representa a maior ameaça". Isso levou Trump a criticar Wray no dia seguinte, afirmando que Wray "nunca será capaz de consertar o FBI."

#### China

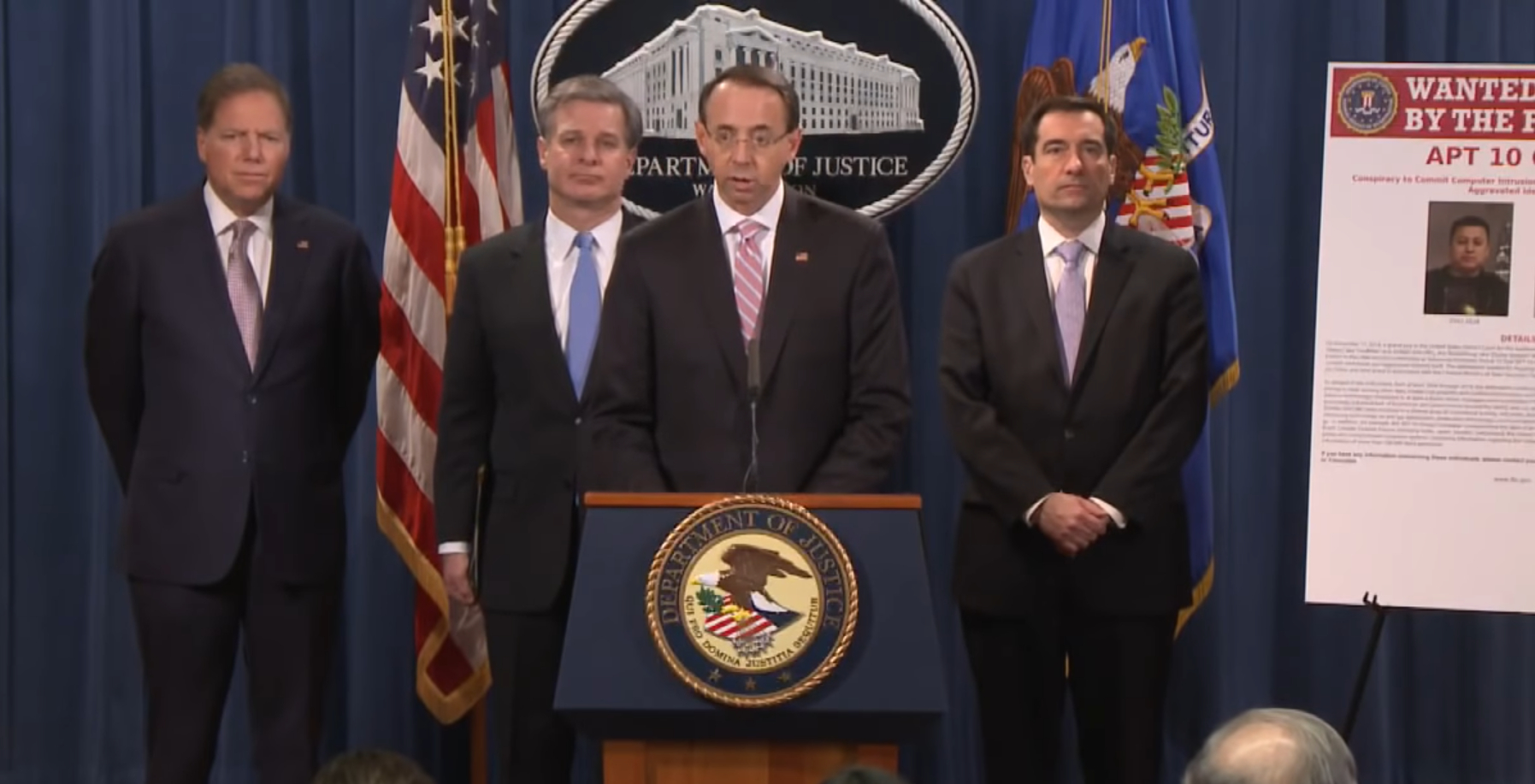
O Vice-Procurador Geral Rod Rosenstein e Wray anunciam acusações contra hackers do governo chinês, 20 de dezembro de 2018

Em 13 de fevereiro de 2018, em uma audiência no Senate Select Committee on Intelligence focada em espionagem chinesa nos Estados Unidos, o senador Marco Rubio questionou Wray sobre o risco representado por estudantes chineses em programas avançados de ciência e matemática. Em resposta, Wray afirmou que "coletores não tradicionais" (que ele detalhou como professores, cientistas e estudantes) estão "explorando o ambiente muito aberto de pesquisa e desenvolvimento que temos" e, consequentemente, ele vê o risco "não apenas como uma ameaça de todo o governo, mas uma ameaça de toda a sociedade." Os representantes Judy Chu, Ted Lieu e Grace Meng divulgaram declarações criticando a resposta de Wray como "generalizações irresponsáveis" que implicam que todos os estudantes e acadêmicos chineses seriam espiões. Uma coalizão de grupos de defesa dos americanos asiáticos publicou uma carta aberta a Wray pedindo um diálogo "para discutir como políticas públicas bem-intencionadas podem, no entanto, levar a questões preocupantes de possível viés, perfil racial e perseguição injusta". Em uma entrevista de acompanhamento com a NBC, Wray defendeu suas observações anteriores: "Para ser claro, não abrimos investigações com base em raça, etnia ou origem nacional. Mas, quando abrimos investigações sobre espionagem econômica, elas continuamente levam de volta à China."
Em julho de 2020, Wray chamou a República Popular da China de "maior ameaça de longo prazo" para os Estados Unidos. Ele afirmou que "o FBI está agora abrindo um novo caso de contrainteligência relacionado à China a cada 10 horas. Dos quase 5.000 casos ativos de contrainteligência atualmente em andamento em todo o país, quase metade está relacionada à China." Wray citou a Anthem medical data breach que expôs as informações pessoais de mais de 78 milhões de pessoas e a 2017 Equifax data breach que impactou mais de 145 milhões de americanos. Wray argumentou que a China estava tentando se tornar a única superpotência mundial, substituindo os Estados Unidos.
Em fevereiro de 2023, Wray apareceu em uma entrevista na Fox News endossando a teoria de que o COVID-19 pode ter vazado de um laboratório na China. O endosse ocorre após o United States Department of Energy e o FBI terem divulgado declarações dizendo que era provável que o vírus tenha vindo após um vazamento de laboratório na China. As avaliações foram feitas com "baixa confiança" e "confiança moderada", respectivamente.

## Vida pessoal

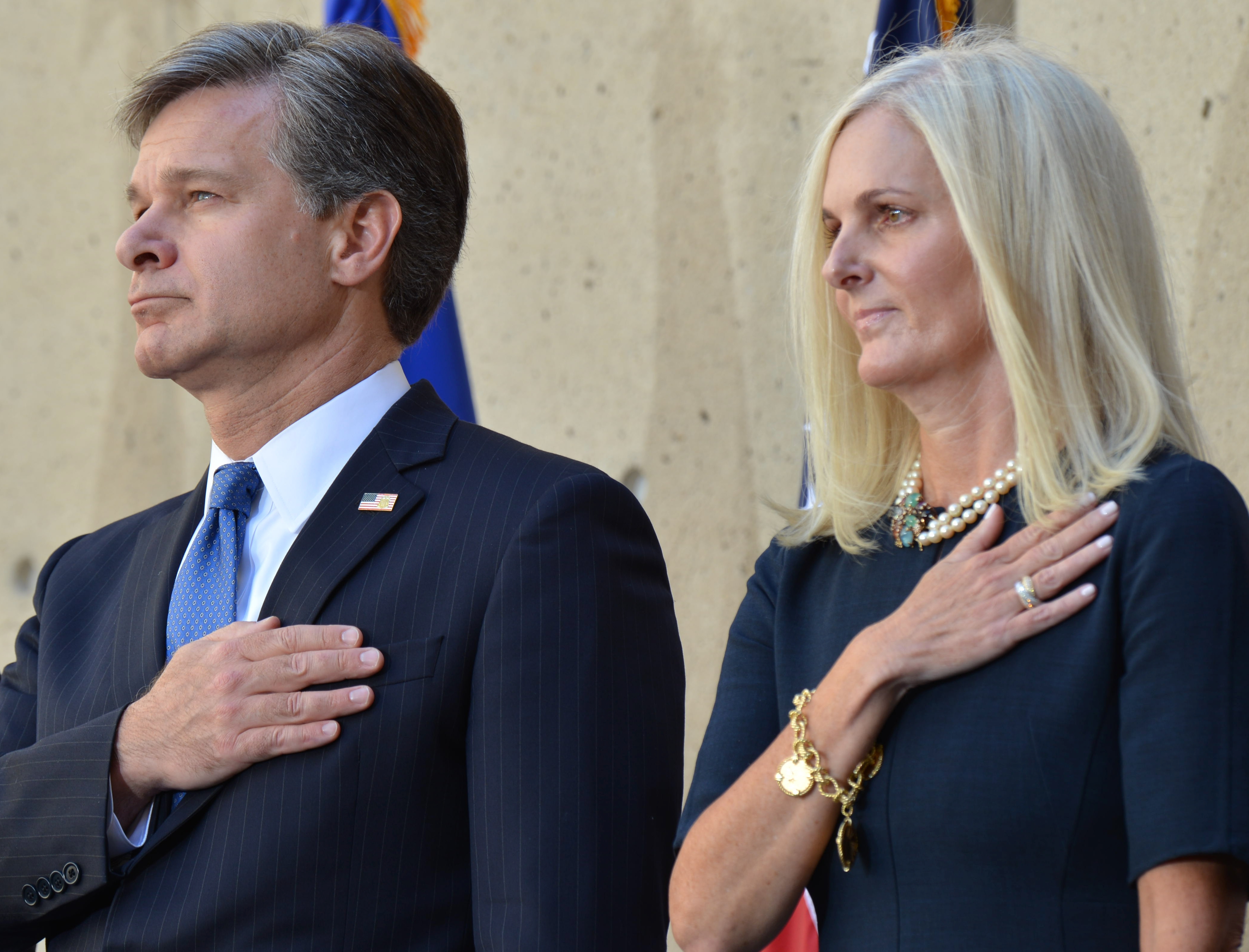
Christopher Wray e a esposa Helen em 2017

Wray casou-se com Helen Garrison Howell, uma colega de classe de Yale, em 1989. Eles têm um filho, Trip, e uma filha, Caroline, e moram na Geórgia.
De janeiro de 2016 a julho de 2017, mês de sua confirmação, Wray ganhou US$ 9,2 milhões trabalhando como advogado no escritório de advocacia King & Spalding, um valor significativamente maior do que seu salário como Diretor do FBI. De acordo com uma estimativa do The Wall Street Journal, o patrimônio líquido de Wray em 2017 foi estimado entre US$ 23 milhões e US$ 42 milhões.
Wray é republicano e membro da Federalist Society.